# NGC 6871
NGC 6871 é um aglomerado aberto na direção da constelação de Cygnus. O objeto foi descoberto pelo astrônomo Wilhelm Struve em 1825, usando um telescópio refrator com abertura de 9,5 polegadas. Devido a sua moderada magnitude aparente (+5,2), é fracamente visível a olho nu, mesmo em regiões distantes de cidades.